# Applegate
Applegate is een plaats (village) in de Amerikaanse staat Michigan, en valt bestuurlijk gezien onder Sanilac County.

## Demografie
Bij de volkstelling in 2000 werd het aantal inwoners vastgesteld op 287.
In 2006 is het aantal inwoners door het United States Census Bureau geschat op 279, een daling van 8 (-2,8%).

## Geografie
Volgens het United States Census Bureau beslaat de plaats een oppervlakte van
2,6 km², geheel bestaande uit land. Applegate ligt op ongeveer 228 m boven zeeniveau.

## Plaatsen in de nabije omgeving
De onderstaande figuur toont nabijgelegen plaatsen in een straal van 20 km rond Applegate.